# Sam Notaire
Sam Notaire est l'une des cinq communes d'arrondissement de la ville et département mono-arrondissement de Guédiawaye (Sénégal) en banlieue dakaroise. 

## Géographie
Située dans la zone naturelle des Niayes, la commune côtière de Sam Notaire possède une plage de face à l’océan entre Golf Sud et Ndiarème. Elle est traversée par l’avenue Cheick Amadou Bamba.
|          | Océan atlantique    |                      |
| Golf Sud | Sam Notaire         | Ndiarème Limamoulaye |
|          | Djidah Thiaroye Kaw | Médina Gounass       |

## Histoire
Le peuplement du territoire débute en 1966 avec l’installation des déguerpis provenant des quartiers de Dakar qui ont pour la plupart conservés leurs noms d'origine. La commune d’arrondissement est créée par le 30 août 1996 et est érigée en commune de plein exercice en 2014.

## Administration
La commune est constituée de 25 quartiers dont 20 quartiers de lotissements de recasement : Notaire Est, Notaire Ouest, Golf Nord, Darou Salam 1, Mbodd 1, Mbodd 2, Mbodd 3, Mbodd 4, Mbodd 5, Golf Nord I bis, Golf Nord Est, Pyrotechnique, Cité Diounkhop, Notaire Sud, Darou Salam 2, Gibraltar I, Gibraltar II, Sam Guédiawaye, Gueule Tapée II A, Cité Préfecture, Champ de courses, Grand Médine et 5 quartiers d'habitat planifié : HLM Paris, Cité Barry et Ly, Cité Adama Diop, Hamo Téfess, Cité Urbanisme.

## Économie
L’activité économique est dominée par le secteur informel de commerce et artisanat. L’agriculture de micro-jardinage est pratiquée sur le littoral et en zone marécageuse. Les produits maraîchers sont vendus sur le marché de Sam établi au centre de la commune.